# Уэс Ли
Девеон Эверхарт Эйкенс (англ. Deveon Everhart Aikens, род. 2 ноября 1994, Дейтон, Огайо) — американский рестлер. В настоящее время он выступает в WWE на бренде NXT под именем Уэс Ли (англ. Wes Lee), и является действующим североамериканским чемпионом NXT. Он также является бывшим двукратным командным чемпионом NXT.
Наиболее известен по выступлениям в Impact Wrestling под именем Дезмонд Ксавье (или просто Дез). Он хорошо известен как участник группировки «Раскалз» вместе с Закари Вентцем, Треем Мигелем и Майроном Ридом. Он также выступал в независимых промоушенах, в основном в Pro Wrestling Guerrilla (PWG), где вместе с Вентцем был командным чемпионом мира PWG и стал самым длительным чемпионом в истории компании.

## Личная жизнь
Эйкенс женат на Эрике Мари.

## Титулы и достижения
- All American Wrestling
  - Командный чемпион AAW (1 раз) — с Закари Венцем[2]
- Combat Zone Wrestling
  - Командный чемпион мира CZW (2 раза) — с Закари Венцем[3]
- Desastre Total Ultraviolento
  - Чемпионат Альто Импакто DTU (1 раз)[4]
- Impact Wrestling
  - Super X Cup (2017)
  - Gravy Train Turkey Trot (2018) — с Алишей Эдвардс, Кикутаро, КМ и Фалла Ба
- Pro Wrestling Guerrilla
  - Командный чемпион мира PWG (1 раз) — с Закари Венцем[5]
- Pro Wrestling Illustrated
  - № 332 в топ 500 рестлеров в рейтинге PWI 500 в 2021[6]
- WrestleCircus
  - Чемпион сайдшоу WC (1 раз)[7]
- The Wrestling Revolver
  - Командный чемпион PWR (1 раз) — с Закари Венцем[8]
  - Командный турнир одной ночи (2018) — с Закари Венцем[9]
- WWE
  - Североамериканский чемпион NXT (1 раз)[10]
  - Командный чемпион NXT (2 раза) — с Нэшем Картером[11]
  - Dusty Rhodes Tag Team Classic (2021) — с Нэшем Картером[12]
- Xtreme Intense Championship Wrestling
  - Командный чемпион XICW (1 раз) — с Аароном Уильямсом, Дэйвом Кристом, Кайлом Мавериком, Треем Мигелем и Закари Венцем[13]